# تيرنس إيفانز
تيرنس إيفانز (بالإنجليزية: Terrence Evans)‏ مواليد 21 يونيو 1934 في شارون، الولايات المتحدة - الوفاة 7 أغسطس 2015 في بربانك، الولايات المتحدة، هو ممثل أمريكي بدأ مسيرته الفنية سنة 1957. امتدت مسيرته الفنية لأكثر من 58 عاما. درس في جامعة كارنيغي ميلون.

## الأعمال

### أفلام
- بال رايدر
- يوم الحساب
- مجزرة منشار تكساس
- مجزرة منشار تكساس:البداية
- غرفة الحرب

### مسلسلات
| السنة | العمل                    | الدور       |
| ----- | ------------------------ | ----------- |
| 1980  | الرجل الأخضر الخارق      | سيسيل       |
| 1980  | بيت صغير على المرج       |             |
| 1981  | كوينسي إم إي             |             |
| 1984  | ذا دوكس اوف هازرد        |             |
| 1988  | ذا غولدن غيرلز           |             |
| 1990  | فالكون كريست             |             |
| 1993  | ستار تريك: ديب سبيس ناين |             |
| 1995  | أمير بيل إير الحيوي      |             |
| 1997  | ستار تريك: فوياجر        |             |
| 1998  | إي آر                    | باري ماهوني |
| 2004  | كولد كيس                 | ليستر هيوز  |
| 2007  | لاس فيغاس                |             |

## روابط خارجية
- تيرنس إيفانز على موقع IMDb (الإنجليزية)
- تيرنس إيفانز على موقع ألو سيني (الفرنسية)
- تيرنس إيفانز على موقع قاعدة بيانات الأفلام السويدية (السويدية)
- تيرنس إيفانز على موقع قاعدة بيانات الفيلم (الإنجليزية)